# トリニタ
トリニタ（伊: Trinità）は、イタリア共和国ピエモンテ州クーネオ県にある、人口約2,200人の基礎自治体（コムーネ）。
18世紀に建築家フランチェスコ・ガッロ (Francesco Gallo, 1672-1750)が建てた聖トリニタ教会が興味深い。

## 地理

### 位置・広がり
| 州都であるトリノから南に60km、県都のクーネオから北東に20kmの場所に位置する。 隣接するコムーネは以下の通り。 - ベーネ・ヴァジエンナ - フォッサーノ - マリアーノ・アルピ - サンタルバーノ・ストゥーラ |

#### 地震分類
イタリアの地震リスク階級 (it) では、4 に分類される
。

## 行政

### 分離集落
トリニタには、以下の分離集落（フラツィオーネ）がある。
- Molini, San Giovanni Perucca, Savella